# Convención sobre las Inmunidades Jurisdiccionales de los Estados
La Convención sobre las Inmunidades Jurisdiccionales de los Estados y de sus bienes es un tratado internacional que fue firmado por la Asamblea General de Naciones Unidas en Nueva York el 17 de enero de 2005, pero que aún no ha entrado en vigor. 

## Principio de Estado
Las inmunidades jurisdiccionales de los Estados y de sus bienes constituye un principio generalmente aceptado en el derecho internacional consuetudinario. En el Preámbulo del tratado, los Estados consideran que una convención internacional sobre las inmunidades jurisdiccionales de los Estados y de sus bienes fortalecería la preeminencia del derecho y la seguridad jurídica, particularmente en las relaciones de los Estados con las personas naturales o jurídicas, y contribuiría a codificar y desarrollar el derecho internacional y a armonizar la práctica en este ámbito.
La Convención se aplica a la inmunidad de la jurisdicción de un Estado y de sus bienes ante los tribunales de otro Estado, a la definición de determinados términos empleados, a los privilegios e inmunidades no afectados por la misma y a la irretroactividad de la Convención.
Se establece la regla de la inmunidad de jurisdicción de los Estados, para sí y para sus bienes, ante los tribunales de otro Estado, según lo dispuesto en la Convención. En esta parte se explican los modos de hacer efectiva dicha inmunidad y se regula el caso de que un Estado haya prestado consentimiento expreso al ejercicio de la jurisdicción en relación con un asunto determinado. Asimismo, se incluyen disposiciones sobre la participación de cualquier Estado en un proceso ante un tribunal y sobre las reconvenciones basadas en la misma relación jurídica de la demanda.

## Procesos sin inmunidad
También se regulan los procesos en que la inmunidad del Estado no se puede hacer valer: transacciones mercantiles; contratos de trabajo; responsabilidad civil por lesiones a personas y daños a los bienes; propiedad, posesión y uso de bienes; propiedad intelectual e industrial; participación en sociedades u otras colectividades, buques de propiedad de un Estado o explotados por un Estado y convenios arbitrales.